# Ugonotti

Croce ugonotta

Ugonotti è l'appellativo dato ai protestanti francesi di confessione calvinista presenti in Francia tra il XVI secolo e il XVII secolo. All'inizio, furono comunemente chiamati "protestanti francesi": il nome entrò in uso solo negli anni sessanta del Cinquecento. A partire dalla seconda metà di questo secolo, la Francia fu lacerata da violentissimi scontri religiosi tra la maggioranza cattolica e la minoranza calvinista che sfociarono in eventi tragici come la notte di san Bartolomeo e la guerra dei tre Enrichi. Verso la fine del XVII secolo, circa duecentomila ugonotti furono cacciati dalla Francia a causa delle persecuzioni religiose.

## Origine del termine
In origine il termine aveva scopo di derisione, ma la sua etimologia rimane incerta. Si crede che possa essere ricercata nella parola tedesca Eidgenossen (confederato): il termine Eidgnoss venne reso in ginevrino (dialetto più vicino al savoiardo che al francese, lingua quest'ultima parlata da pochi ginevrini all'epoca) come eiguenot/eyguenot: questo termine, forse passando per il ginevrino posteriore enguenot oppure dal savoiardo enguenô, sarebbe divenuto in francese huguenot, ugonotto.
Il termine potrebbe anche derivare dal cognome di Besançon Hugues, il leader del Partito della Confederazione a Ginevra, in combinazione con la corruzione francese del vocabolo tedesco. Il partito di Hugues vennero chiamati, infatti, i confederati, perché favoriva l'alleanza tra la città-stato di Ginevra e la Confederazione Elvetica. Questa ipotesi sull'etimologia del nome sembra confermata dal fatto che il termine Huguenot apparve per la prima volta in Francia per indicare i cospiratori (tutti membri aristocratici della Chiesa riformata) implicati nella congiura di Amboise del 1560. La congiura consisteva in un tentativo sventato di usurpazione del potere in Francia dall'influenza della casata dei Guisa, che avrebbe avuto come effetto un'accentuazione delle relazioni con la Svizzera. Quindi Hugues più eidgenot diventa Huguenot, con l'intento di associare i protestanti con alcuni politici molto impopolari.
Owen I.A. Roche, nel suo libro The Days of the Upright, A History of the Huguenots (New York, 1942), scrisse che "Huguenot" è: "una combinazione di fiammingo e tedesco. Nell'area fiamminga della Francia, gli studenti che si raccoglievano in una casa privata per studiare segretamente la Bibbia erano chiamati Huis Genooten (colleghi di casa) mentre nella zona tedesca e svizzera erano chiamati Eid Genossen (colleghi di giuramento) che indicava le persone legatesi sotto giuramento. Francesizzato in "Huguenot", spesso usato con tono di disapprovazione, la parola divenne, in due e tre secoli di trionfo e di terrore, un simbolo di paziente onore e coraggio".
Altri, invece, affermano che il termine derivi dal nome di un luogo in cui i protestanti francesi celebravano il loro culto; questo luogo era detto “Torre di Hugon” e si trovava a Tours.

## Credo religioso
I predecessori degli ugonotti includevano gli elementi cattolici riformatori e gallicani, come Jacques Lefèvre. In seguito gli ugonotti seguirono il movimento di Lutero e infine quello calvinista. Condividevano con la riforma calvinista quanto veniva obiettato in relazione al clero, ai sacramenti e alla dottrina della Chiesa cattolica. Credevano nella salvezza dell'anima come atto di Dio, così come la creazione: solo la misericordia predestinata di Dio verso l'eletto avrebbe procurato la salvezza. Alcuni vedono in questa dualità sulla creazione e sulla salvezza, e la sovranità di Dio su entrambi, come un pilastro ideologico su cui si basò lo sviluppo economico degli ugonotti nell'architettura, nell'industria e nel commercio.
Gli ugonotti, comunque, divennero noti per la loro avversione ad alcuni aspetti della liturgia cattolica romana. Credevano che la liturgia, le immagini, i santi, i pellegrinaggi, le preghiere e la gerarchia interna alla Chiesa cattolica non fornissero alcun aiuto per la redenzione (salvezza attraverso le opere). Dicevano che la fede cristiana si concretava nella vita pia e fedele in ottemperanza agli insegnamenti biblici, al di là della speranza nella misericordia divina e non come esecuzione dei rituali e in conseguenza dell'ossessione per la morte. Come gli altri protestanti credevano in quel tempo, pensavano che la Chiesa Romana avesse bisogno di una radicale depurazione e che il Papa rappresentasse un sovrano del potere temporale basato su una sorta di simoniaca gestione delle cose divine. Argomentazioni come questa divennero più violente con l'accentuarsi dell'ostilità delle gerarchie ecclesiastiche cattoliche nei loro confronti.
Gli ugonotti subirono ripetute ondate di persecuzioni fin dall'inizio della Riforma, ma Francesco I inizialmente li protesse dalle misure parlamentari emanate contro di loro. L'Affaire des Placards (i Placard erano manifesti che qui vennero affissi per imporsi alla liturgia della messa) del 1534 cambiò la posizione del sovrano verso di loro: si mosse a ristabilire le persecuzioni verso il movimento. Intanto il numero degli ugonotti cresceva rapidamente fra il 1555 e il 1562, soprattutto fra la nobiltà e gli abitanti delle città. In questo periodo gli oppositori chiamarono per la prima volta i protestanti ugonotti , mentre questi preferivano definirsi reformés, "Riformati". Organizzarono il loro primo sinodo nazionale a Parigi nel 1558. Nel 1562 il loro numero complessivo si poteva stimare in almeno un milione di persone, specialmente nel sud e nel centro del paese.
Nemici giurati della Chiesa Cattolica, gli ugonotti erano iconoclasti, contrari al monachesimo e alle costruzioni ecclesiastiche. Nelle città in loro potere gli ugonotti si lasciarono andare ad attacchi iconoclasti, distruggendo altari, immagini sacre e in qualche caso demolendo edifici di proprietà ecclesiastica. Bourges, Montauban e Orléans soffrirono particolarmente le conseguenze di questi attacchi.
In genere gli ugonotti appartenevano a classi sociali abbastanza agiate e culturalmente elevate. Questo è particolarmente vero nella Francia del XVI, XVII e XVIII secolo. Essi rappresentavano un ceto commerciale e artigiano specializzato e mediamente molto più colto degli analoghi ceti cattolici.
Tale realtà risultò piuttosto importante ai fine dell'emigrazione, poiché ogni qual volta gli ugonotti subivano persecuzioni in terra francese, altri stati confinanti, specialmente a est e nord, tendevano ad aprire loro i confini. In particolare Federico II di Prussia, quando la crisi economica e sociale tra il 1750 e il 1780 induceva molti francesi a emigrare, li accolse nel proprio paese, e questo spiega la presenza del radicarsi di molti cognomi di origine francese nei territori che erano della Prussia.

## Guerre di religione
In reazione alla crescita dell'influenza degli ugonotti e allo straordinario zelo dei protestanti, la violenza dei cattolici nei loro confronti crebbe nello stesso momento in cui le varie concessioni e i vari editti di tolleranza divenivano sempre più liberali. Nel 1561 l'editto di Orléans dichiarò il termine delle persecuzioni. L'editto di Saint Germain del 17 gennaio 1562 li riconobbe per la prima volta. Queste misure, in realtà, denunciavano la crescente tensione nelle relazioni tra cattolici e protestanti e i tentativi di conciliazione su cui si tentava di creare una pace divennero al contrario le cause della guerra, sicché, quando la violenza degenerò, le divisioni divennero ormai inconciliabili.

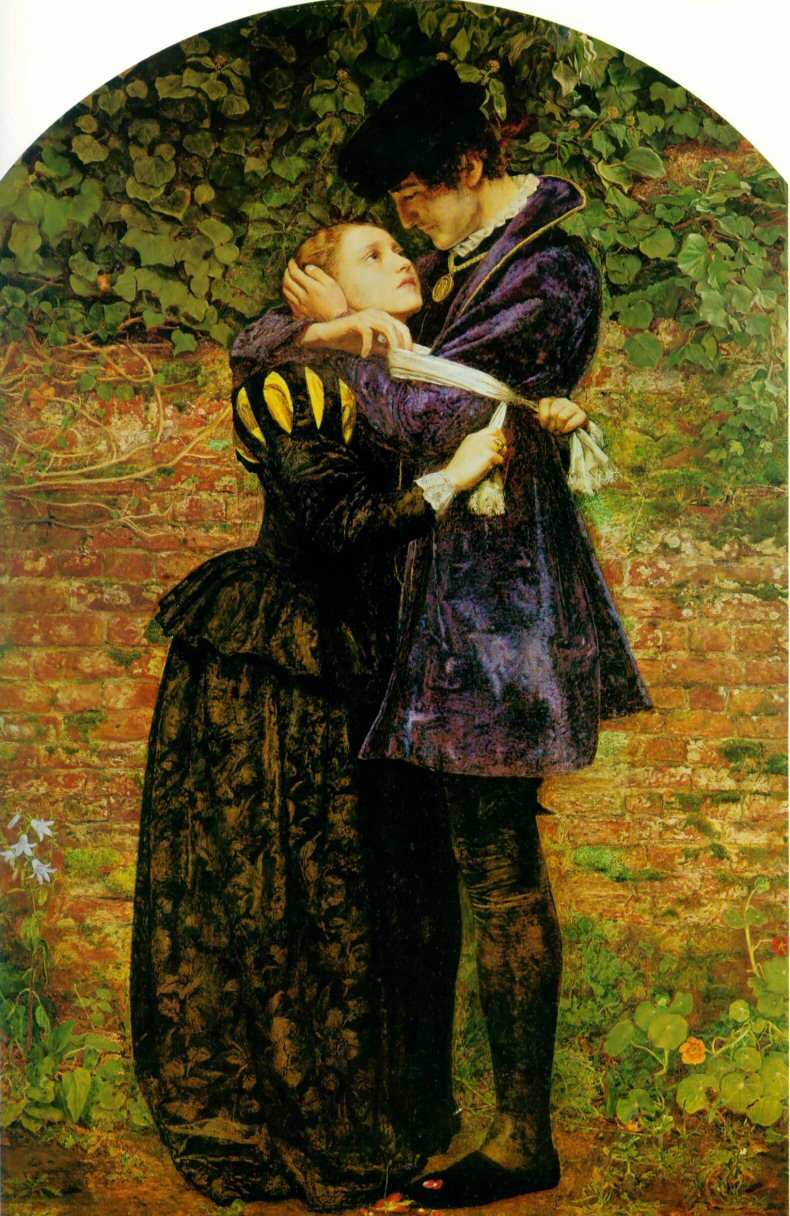
Un ugonotto il giorno di San Bartolomeo, dipinto di J.E. Millais, 1852

Le tensioni condussero a otto guerre civili, interrotte da periodi di relativa calma, tra il 1562 e il 1593. A ogni pausa la fiducia degli ugonotti nei confronti del soglio pontificio diminuiva sempre di più, i rapporti con i cattolici si facevano sempre più violenti, e le richieste sempre maggiori, fino all'ultima cessazione delle ostilità nel 1598. I conflitti, nati come guerre di religione, presero gradualmente un carattere dinastico, sviluppandosi in una faida estesa fra la casata dei Borboni e quella di Guisa, che, in aggiunta alla presa di posizione dal punto di vista religioso da parte del partito rivale, puntavano entrambe al trono di Francia. La corona era tenuta dalla casata dei Valois, che generalmente parteggiava per i cattolici, ma in più occasioni era passata dalla parte dei protestanti in virtù di vari espedienti politici.
Oltre alla lotta fra le due grandi famiglie sopra citate, per la successione al trono vi erano anche i problemi dei nobili, che tentavano di difendere i propri privilegi feudali, della borghesia, che sperava in un'organizzazione favorevole al commercio, e degli artigiani, i quali desideravano ottenere una posizione più elevata nella scala sociale. Gli ugonotti acquistavano sempre più forza e cercarono di escludere i Guisa dalla corte, facendo accettare Luigi I di Borbone-Condé come reggente nel periodo in cui Carlo IX non era ancora maggiorenne. Sfortunatamente il tentativo non ebbe buon esito: la parte cattolica reagì imprigionando e giustiziando numerosi ugonotti.
Le guerre di religione francesi iniziarono con la strage di Wassy il 1º marzo 1562, nel quale i seguaci del duca di Guisa massacrarono un gruppo di ugonotti. Gli ugonotti si trasformarono definitivamente in un movimento politico. I predicatori protestanti raggrupparono una considerevole armata che fu posta sotto il comando dell'ammiraglio Gaspard II de Coligny. Enrico di Navarra e la casata dei Borboni si allearono con gli ugonotti, aggiungendo ricchezze e commerci alla forza ugonotta, tra cui sessanta città fortificate che posero una seria minaccia alla corona cattolica e a Parigi per i tre decenni successivi.
In quella che è conosciuta come strage di San Bartolomeo del 24 agosto - 17 settembre 1572 i cattolici uccisero molti ugonotti a Parigi. Lo stesso massacro ebbe luogo in altre città nelle settimane successive, con una stima totale dei morti che raggiungeva le 70.000 persone. Un'amnistia emanata nel 1573 perdonava quelli che avevano preso parte al massacro. La quinta guerra santa contro gli ugonotti si svolse il 23 febbraio 1574 e il conflitto continuò periodicamente fino al 1593, quando Enrico di Navarra, convertitosi al cattolicesimo, divenne re di Francia come Enrico IV. Egli emise in seguito l'editto di Nantes (1598), che garantiva ai protestanti uguaglianza con i cattolici e piena libertà religiosa e politica. L'editto, contemporaneamente, proteggeva i cattolici, scoraggiando la nascita di nuove chiese protestanti nelle regioni cattoliche.
Non tutti, però, accettarono pienamente tale provvedimento: a La Rochelle (che si poteva definire come "capitale dei riformati") venne ristabilita la religione protestante. Nel 1621, i riformati si unirono nonostante il divieto del re e crearono una sorta di costituzione valida solamente per lo stato calvinista in cui erano presenti ordini e regolamenti a proposito della politica e della finanza. Tutti coloro che parteciparono a quest'assemblea vennero dichiarati da Luigi XIII "ribelli e colpevoli di lesa maestà".
Il cardinale Richelieu, primo ministro di Luigi XIII, era deciso ad affermare i diritti del trono; nel 1627, tutte le condizioni per iniziare la lotta contro La Rochelle (che aveva preso il nome di "metropoli dell'eresia") erano pronte. Nel 1628 la lotta si concluse con la disfatta degli ugonotti, i quali, grazie all'editto di Nantes del 1598, erano riusciti a conservare la libertà di culto.

## Migrazioni in altri paesi
Luigi XIV, assunto il controllo del governo francese nel 1661, riprese la persecuzione dei protestanti e rese la loro vita talmente intollerabile che parecchi preferirono abbandonare la patria.

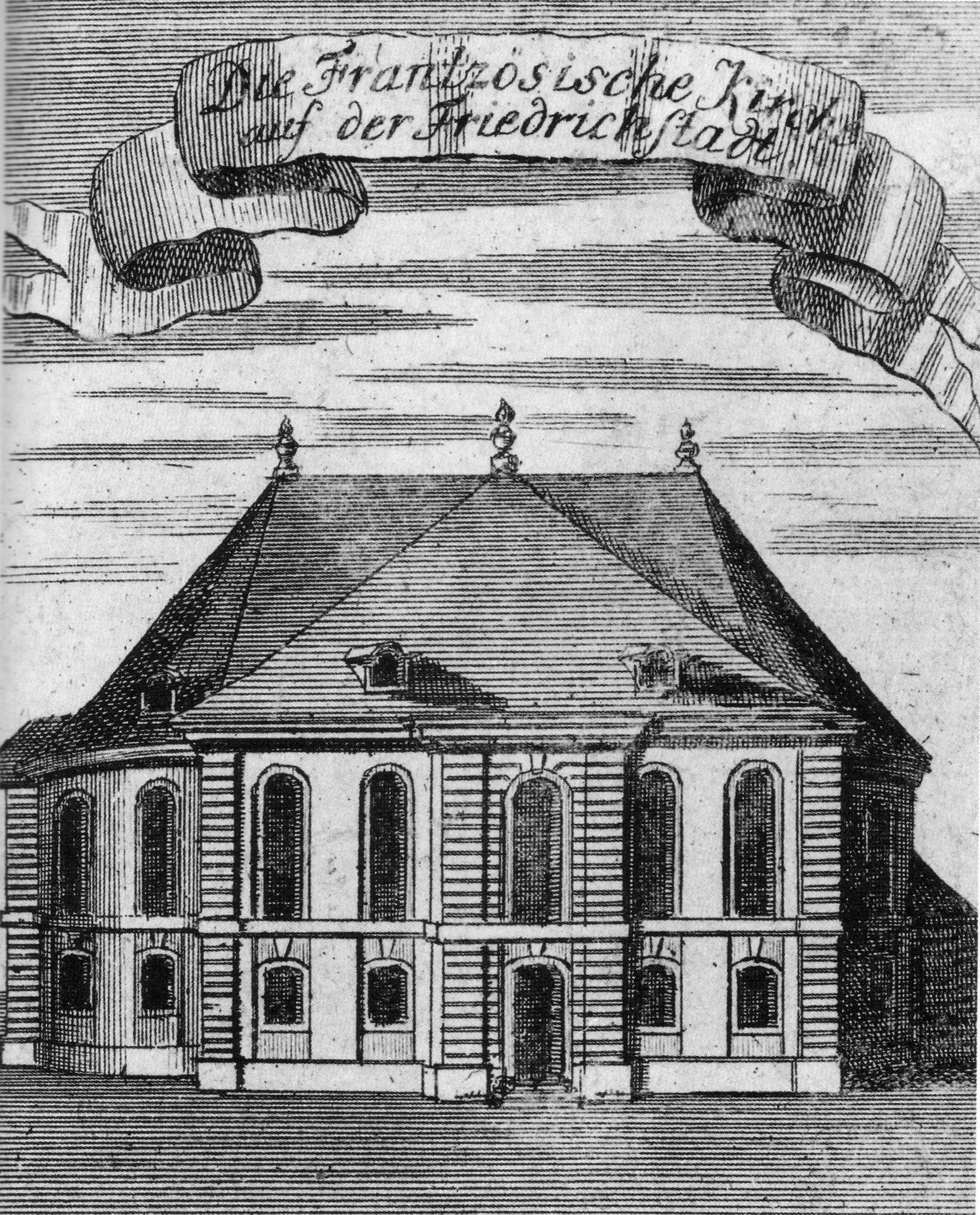
Il Temple de la Friedrichstadt fu la prima chiesa calvinista di lingua francese costruita a Berlino, poco dopo l'arrivo degli ugonotti.

Alla fine revocò l'"irrevocabile" Editto di Nantes nel 1685 e dichiarò il Protestantesimo illegale con l'Editto di Fontainebleau. Di conseguenza, enormi masse di ugonotti (stimati tra i 200.000 e i 500.000) migrarono nelle confinanti nazioni protestanti: Inghilterra (protetti dai correligionari puritani, e poi tollerati dalla Chiesa anglicana dopo la Gloriosa rivoluzione del 1688), Scozia (dove si unirono ai presbiteriani), Irlanda, Paesi Bassi, Svizzera (dove portarono l'Industria orologiera), Danimarca e Prussia. Proprio in quest'ultimo paese il Grande Elettore Federico Guglielmo I di Brandeburgo, che era di fede calvinista, li ricevette con particolare favore per ricostruire le sue terre spopolate e distrutte dalla guerra. A Berlino gli ugonotti si stabilirono soprattutto nel quartiere di Dorotheenstadt.
Il 31 dicembre 1687 un gruppo di ugonotti salpò dalla Francia verso la colonia del Capo di Buona Speranza, unendosi poi ai boeri olandesi anche loro calvinisti.
Alcuni emigrarono addirittura nell'Impero russo, passando per la Germania e i paesi baltici, tollerati dalla Chiesa ortodossa e dagli zar.
Uno dei principali teologi e scrittori ugonotti che guidò la comunità in esilio a Londra, Andre Lortie, divenne famoso per aver definito il criticismo ugonotto verso la Santa Sede e la transustanziazione.
I rifugiati ugonotti si ammassarono a Shoreditch nella zona est di Londra in gran numero. Stabilirono importanti filande intorno Spitalfields e Wandsworth. The Truman Brewery, poi conosciuto come Black Eagle Brewery, apparve nel 1724. I rifugiati ugonotti che lasciarono Tours in Francia, misero le loro conoscenze al servizio della neonata industria del lino che si andava formando nell'Irlanda del Nord.
Molti fra coloro che emigrarono erano commercianti, operai e industriali.
Per coloro che restavano, Luigi XIV e il suo ministro avevano riservato un trattamento speciale: si tentò di far convertire gli ugonotti con la forza utilizzando metodi piuttosto violenti. Questi episodi vengono definiti “dragonnade” (dragoni: fanteria montata a cavallo, sinonimo di soldati rozzi e indisciplinati)

## Il Settecento, la rivoluzione e l'emancipazione
La persecuzione dei protestanti finì nel 1764 sotto Luigi XV e con l'editto di Versailles di Luigi XVI (1787) che di fatto revocò quello di Fontainebleau concedendo la libertà di culto ai protestanti; la rivoluzione francese del 1789 finì per renderli cittadini francesi a tutti gli effetti. Vi furono deputati ugonotti alla Convenzione Nazionale che, memori delle persecuzioni subite dai Re di Francia e dalla Chiesa nei secoli precedenti, si distinsero per la fede repubblicana, l'anticlericalismo e l'anticattolicesimo (come François-Antoine de Boissy d'Anglas). Gli ugonotti supportarono poi Napoleone Bonaparte. In seguito, nonostante alcuni attacchi alla libertà di costruire luoghi di culto sotto la Restaurazione nonché diverse stragi in provincia durante il Terrore bianco del 1815, e aggressioni perlopiù verbali da parte di forze politiche reazionarie come l'Action française, furono gradatamente integrati nella vita sociale.
Oggi ci sono circa 350.000 ugonotti organizzati in 400 chiese, riuniti nella Chiesa riformata di Francia (calvinista), parte con i luterani della Chiesa protestante unita di Francia.

## Gli ugonotti e gli Stati Uniti
Essendo vietato loro di insediarsi nella Nuova Francia, parecchi ugonotti si mossero verso le 13 colonie della Gran Bretagna in Nord America. La prima migrazione si ebbe nel 1624 (nel 1924 un mezzo dollaro commemorativo, conosciuto come Huguenot-Walloon Half Dollar, è stato coniato negli Stati Uniti per celebrare il 300º anniversario di questa migrazione). Fra di loro c'era un argentiere chiamato Apollos Rivoire, che poi anglicizzò il nome in Paul Revere. Egli avrebbe trasmesso, in seguito, il proprio nome e il proprio mestiere a suo figlio, Paul Revere, il famoso rivoluzionario statunitense. Nello stato di New York gli ugonotti fondarono la città di New Rochelle (secondo il nome della loro roccaforte di La Rochelle in Francia), e un sobborgo di New York sulla Staten Island è stato chiamato "Huguenot" in loro ricordo.
Il rifiuto da parte della corona francese di permettere loro di stabilirsi nella Nuova Francia fu un fattore per il quale tali colonie crescevano lentamente come popolazione, cosa che favorì la conquista inglese. Dai tempi della guerra franco-indiana, c'erano più persone di origine francese che vivevano nelle colonie britanniche d'America di quante ce ne fossero prima nella Nuova Francia.
Il terzo presidente degli Stati Uniti, Thomas Jefferson, aveva alcuni sicuri antenati ugonotti, così come il presidente Franklin Delano Roosevelt, Alexander Hamilton, John Jay e altri uomini di stato e, come si dice spesso, un quarto o più di inglesi.

## Le Chambon-sur-Lignon
Durante la Seconda guerra mondiale, la popolazione a maggioranza protestante di Le Chambon-sur-Lignon nel sud della Francia nascose tra i 3.000 e i 5.000 ebrei proteggendoli dalla persecuzione nazista. Il pastore André Trocmé guidò la comunità in questo impegno. Nel Yad Vashem, il memoriale israeliano delle vittime ebree della Shoah, Trocmé e trentaquattro altri residenti dell'area sono ricordati tra i "Giusti tra le nazioni".